# كوسيما شو
كوسيما شو (بالألمانية: Cosima Shaw)‏ هي ممثلة ألمانية، ولدت في 20 يوليو 1972 ببرلين في ألمانيا.

## وصلات خارجية
- كوسيما شو على موقع IMDb (الإنجليزية)
- كوسيما شو على موقع ألو سيني (الفرنسية)
- كوسيما شو على موقع أول موفي (الإنجليزية)
- كوسيما شو على موقع قاعدة بيانات الأفلام السويدية (السويدية)
- كوسيما شو على موقع قاعدة بيانات الفيلم (الإنجليزية)
- كوسيما شو على موقع كينوبويسك (الروسية)